# Nati nel 1991/Novembre
| Questa pagina contiene informazioni ricavate automaticamente dalle voci biografiche con l'ausilio del template Bio e di un bot. L'aggiornamento è periodico e automatico e ricostruisce completamente la pagina. Se manca una persona in questa lista, sei pregato di non aggiungerla, ma accertati piuttosto che la sua voce biografica contenga il template Bio e che i dati anagrafici siano correttamente compilati. Se il template Bio manca, inseriscilo tu stesso o, in alternativa, metti l'avviso {{tmp\|Bio}} che ne segnala la mancanza. Se i dati riportati sono sbagliati, correggi direttamente la voce biografica; le modifiche saranno visibili in questa lista entro pochi giorni. Per chiarimenti vedi il progetto biografie. La lista contiene solo le 433 persone che sono citate nell'enciclopedia e per le quali è stato implementato correttamente il template Bio. Pagina aggiornata al 2 ago 2025. |

- 1º novembre - Lisa Magdalena Agerer, ex sciatrice alpina italiana
- 1º novembre - Roman Akbašev, calciatore russo
- 1º novembre - Federica Apollonio, giocatrice di curling italiana
- 1º novembre - Davion Berry, ex cestista statunitense
- 1º novembre - Ivan Bukenya, ex calciatore ugandese
- 1º novembre - Langston Hall, cestista statunitense
- 1º novembre - Ali Hashemi, sollevatore iraniano
- 1º novembre - Jiang Yuyuan, ex ginnasta cinese
- 1º novembre - Yuberjen Martínez, pugile colombiano
- 1º novembre - Nađa Ninković, pallavolista serba
- 1º novembre - Daru Taumua, calciatore samoano americano
- 1º novembre - Borislav Terzić, calciatore bosniaco
- 1º novembre - Cédric Vuagniaux, giocatore di football americano svizzero
- 1º novembre - Yanic Wildschut, calciatore olandese
- 2 novembre - Rahul Aware, lottatore indiano
- 2 novembre - Holly Bradshaw, astista britannica
- 2 novembre - André Andrade de Castro, calciatore brasiliano
- 2 novembre - Bastien Chesaux, pilota motociclistico svizzero
- 2 novembre - Lovre Čirjak, calciatore croato
- 2 novembre - Mauro Crenna, canoista italiano
- 2 novembre - Dina Galiakbarova, schermitrice russa
- 2 novembre - Jimmy Garoppolo, giocatore di football americano statunitense
- 2 novembre - Michelle Li, giocatrice di badminton canadese
- 2 novembre - Julian Norfleet, ex cestista statunitense
- 2 novembre - Rômulo Cabral, calciatore brasiliano
- 2 novembre - Romaine Sawyers, calciatore nevisiano
- 3 novembre - Tautvydas Eliošius, calciatore lituano
- 3 novembre - Pontus Engblom, calciatore svedese
- 3 novembre - Alessia Gennari, pallavolista italiana
- 3 novembre - Adriana Torrebejano, attrice spagnola
- 3 novembre - Nikolász Iliász, schermidore ungherese
- 3 novembre - Anthony Jung, calciatore tedesco
- 3 novembre - Fabián Muñoz, ex calciatore argentino
- 3 novembre - Anna Odobescu, cantante moldava
- 3 novembre - Renato Steffen, calciatore svizzero
- 3 novembre - Alexandru Vremea, ex calciatore moldavo
- 3 novembre - Agustín Vuletich, calciatore argentino
- 4 novembre - Səlahət Ağayev, calciatore azero
- 4 novembre - Joana Vanessa Carvalho, mezzofondista e maratoneta portoghese
- 4 novembre - Adriana Chechik, attrice pornografica statunitense
- 4 novembre - Alex Cooper, calciatore scozzese
- 4 novembre - Guilherme Gaio, giocatore di calcio a 5 brasiliano
- 4 novembre - Carlos Gutiérrez González, calciatore spagnolo
- 4 novembre - Zsolt Haraszti, calciatore ungherese
- 4 novembre - Michael Jacobs, calciatore inglese
- 4 novembre - Lesley Pattinama Kerkhove, ex tennista olandese
- 4 novembre - Tanya Reynolds, attrice britannica
- 4 novembre - Ri Hyong-mu, calciatore nordcoreano
- 4 novembre - Édson Rivera, calciatore messicano
- 4 novembre - Kathleen Slay, pallavolista statunitense
- 4 novembre - Michelangelo Tentori, ex sciatore alpino italiano
- 4 novembre - Bee Vang, attore e sceneggiatore statunitense
- 5 novembre - Sebastijan Antić, calciatore croato
- 5 novembre - Ricardo Archilla, pallavolista portoricano
- 5 novembre - Asta Kamma August, attrice svedese
- 5 novembre - Gustavo Blanco Leschuk, calciatore argentino
- 5 novembre - Liridon Kalludra, calciatore svedese
- 5 novembre - Tibor Kapu, astronauta ungherese
- 5 novembre - Dmytro Pidručnyj, biatleta ucraino
- 5 novembre - Marco Rojas, calciatore neozelandese
- 5 novembre - Ol'ga Safronova, velocista kazaka
- 5 novembre - Jadson Cristiano Silva de Morais, calciatore brasiliano
- 5 novembre - Flume, disc jockey e produttore discografico australiano
- 5 novembre - Edwin Velasco, calciatore colombiano
- 6 novembre - Pax Baldwin, attore e cantante britannico
- 6 novembre - Mike van Duinen, calciatore olandese
- 6 novembre - Sturla Fagerhaug, pilota motociclistico norvegese
- 6 novembre - Jordan Faucher, ex calciatore francese
- 6 novembre - Vasileios Gaitanis, taekwondoka greco
- 6 novembre - Arjun Gill, lottatore canadese
- 6 novembre - Stojan Gjuroski, cestista macedone
- 6 novembre - Alen Jašaroski, calciatore macedone
- 6 novembre - Luke Joeckel, ex giocatore di football americano statunitense
- 6 novembre - Hasret Kayikçi, calciatrice tedesca
- 6 novembre - Hagen Kearney, snowboarder statunitense
- 6 novembre - Darius Kilgo, giocatore di football americano statunitense
- 6 novembre - Doron Lamb, cestista statunitense
- 6 novembre - Bjørn Maars Johnsen, calciatore statunitense
- 6 novembre - Ryan Noble, ex calciatore inglese
- 6 novembre - Pito, giocatore di calcio a 5 brasiliano
- 6 novembre - Stefano Mauro Pizzamiglio, nuotatore italiano
- 6 novembre - Paul Poirier, danzatore su ghiaccio canadese
- 6 novembre - Florin Purece, calciatore rumeno
- 6 novembre - Ol'ga Vjačeslavovna Smirnova, danzatrice russa
- 6 novembre - Sandra Starke, calciatrice tedesca
- 7 novembre - Alexandros Apostolopoulos, ex calciatore greco
- 7 novembre - Jakub Bartkowski, calciatore polacco
- 7 novembre - Todd Blanchfield, cestista australiano
- 7 novembre - Heather Butler, ex cestista e allenatrice di pallacanestro statunitense
- 7 novembre - Pierson Fodé, attore e modello statunitense
- 7 novembre - Roxane Fournier, ex ciclista su strada e pistard francese
- 7 novembre - Justin Gilbert, giocatore di football americano statunitense
- 7 novembre - Denis Kramar, calciatore sloveno
- 7 novembre - Anne Gadegaard, cantante danese
- 7 novembre - Robin Mulhauser, pilota motociclistico svizzero
- 7 novembre - Riccardo Nuccio, schermidore italiano
- 7 novembre - Hokuto Shimoda, calciatore giapponese
- 7 novembre - Harry Shipp, ex calciatore statunitense
- 7 novembre - Alonso Zamora, calciatore messicano
- 8 novembre - Lucas Javier Acevedo, calciatore argentino
- 8 novembre - Elinor Crawley, attrice britannica
- 8 novembre - Maria Ficzay, calciatrice rumena
- 8 novembre - Akihiko Fujita, giocatore di go giapponese
- 8 novembre - Austin Hollins, cestista statunitense
- 8 novembre - Jazzara Jaslyn, attrice sudafricana
- 8 novembre - Milan Jurdík, calciatore slovacco
- 8 novembre - Nikola Kalinić, cestista serbo
- 8 novembre - Filip Knežević, calciatore serbo
- 8 novembre - Kevin Luron, triplista francese
- 8 novembre - Riker Lynch, cantante, bassista e attore statunitense
- 8 novembre - Jessie Magdaleno, pugile statunitense
- 8 novembre - Riccardo Stacchiotti, ex ciclista su strada italiano
- 8 novembre - Su Xinyue, discobola cinese
- 8 novembre - Jason Waterhouse, velista australiano
- 9 novembre - Phil Brown, ex sciatore alpino canadese
- 9 novembre - Matheus Fernandes, cantante brasiliano
- 9 novembre - Max Garcia, giocatore di football americano statunitense
- 9 novembre - Dennis Ifunaoa, calciatore salomonese
- 9 novembre - Caitlin Kinnunen, attrice statunitense
- 9 novembre - Čestmír Kožíšek, saltatore con gli sci ceco
- 9 novembre - Marino Miyata, modella giapponese
- 9 novembre - Ronya, cantante finlandese
- 9 novembre - Giovanni Venturini, pilota automobilistico italiano
- 9 novembre - Wayne Santana, rapper italiano
- 9 novembre - Emery Welshman, calciatore guyanese
- 10 novembre - Fahed Al-Hajri, calciatore kuwaitiano
- 10 novembre - Devon Baulkman, cestista statunitense
- 10 novembre - Genevieve Buechner, attrice canadese
- 10 novembre - Marcos Caicedo, ex calciatore ecuadoriano
- 10 novembre - José Soares Costa, hockeista su pista portoghese
- 10 novembre - Florian Fuchs, hockeista su prato tedesco
- 10 novembre - Jonas Strand Gravli, attore norvegese
- 10 novembre - William Jebor, calciatore liberiano
- 10 novembre - Makan Konaté, calciatore maliano
- 10 novembre - Kasper Kusk, calciatore danese
- 10 novembre - Carl Lindbom, cestista finlandese
- 10 novembre - Elina Netšajeva, soprano estone
- 10 novembre - Celeste Poma, pallavolista italiana
- 10 novembre - Manolo Sanchez, ex calciatore statunitense
- 10 novembre - Tony Snell, cestista statunitense
- 10 novembre - Stefan Stefanović, calciatore serbo
- 10 novembre - Terrell Stoglin, cestista statunitense
- 10 novembre - Demetrius Treadwell, cestista statunitense
- 11 novembre - Salvador Agra, calciatore portoghese
- 11 novembre - Christa B. Allen, attrice statunitense
- 11 novembre - Emma Blackery, cantante, youtuber e produttrice discografica britannica
- 11 novembre - Jeane Horton, pallavolista statunitense
- 11 novembre - Jana Kask, cantante estone
- 11 novembre - Kornél Kulcsár, calciatore ungherese
- 11 novembre - Julia Lier, canottiera tedesca
- 11 novembre - Anton Maglica, calciatore croato
- 11 novembre - Jérémy Manzorro, calciatore francese
- 11 novembre - Sérgio Marakis, calciatore portoghese
- 11 novembre - Jurij Prochorov, slittinista russo
- 11 novembre - Nemanja Radović, cestista montenegrino
- 11 novembre - Nick Ross, calciatore scozzese
- 11 novembre - Mohammed bin Salman Al Khalifa, nobile bahreinita
- 11 novembre - Ace Sanders, giocatore di football americano statunitense
- 11 novembre - Jitka Válková, modella ceca
- 12 novembre - Ollie Barbieri, attore britannico
- 12 novembre - Azer Bušuladžić, calciatore bosniaco
- 12 novembre - Larry Horaeb, calciatore namibiano
- 12 novembre - Allen Hurns, giocatore di football americano statunitense
- 12 novembre - Roberto Inglese, calciatore italiano
- 12 novembre - Fernando Madrigal, calciatore messicano
- 12 novembre - Pan Cheng-tsung, golfista taiwanese
- 12 novembre - Bayu Gatra Sanggiawan, calciatore indonesiano
- 12 novembre - Cairo Santos, giocatore di football americano brasiliano
- 12 novembre - Petr Schwarz, calciatore ceco
- 12 novembre - Roberto Skyers, velocista cubano
- 12 novembre - Tatenda Tsumba, velocista zimbabwese
- 12 novembre - Gijs Van Hoecke, pistard e ciclista su strada belga
- 13 novembre - Matt Bennett, attore statunitense
- 13 novembre - Devon Bostick, attore canadese
- 13 novembre - Jeffrey Bruma, ex calciatore olandese
- 13 novembre - Il'ja Burov, sciatore freestyle russo
- 13 novembre - Tre Bussey, ex cestista statunitense
- 13 novembre - Betlhem Desalegn, mezzofondista etiope
- 13 novembre - Mattia Faraoni, kickboxer e pugile italiano
- 13 novembre - Alexandre Ferreira, pallavolista portoghese
- 13 novembre - Javier García Moreno, giocatore di calcio a 5 spagnolo
- 13 novembre - Yannick Hanfmann, tennista tedesco
- 13 novembre - Rumyan Hovsepyan, calciatore armeno
- 13 novembre - Leon de Kogel, ex calciatore olandese
- 13 novembre - Manfredas Lukjančukas, arbitro di calcio lituano
- 13 novembre - Andrej Lunëv, calciatore russo
- 13 novembre - Carlos Anselmo Mejía, calciatore guatemalteco
- 13 novembre - Aleksandar Milanovic, giocatore di football americano austriaco
- 13 novembre - Grace Page, cantante, attrice e modella britannica
- 13 novembre - Quentin Rushenguziminega, calciatore ruandese
- 13 novembre - Rui Vieira, calciatore portoghese
- 13 novembre - Pendarvis Williams, cestista statunitense
- 14 novembre - Mohammed Abu, ex calciatore ghanese
- 14 novembre - Manoel Afonso Júnior, calciatore brasiliano
- 14 novembre - Beau Allen, ex giocatore di football americano statunitense
- 14 novembre - Gallant, cantautore statunitense
- 14 novembre - Taylor Hall, hockeista su ghiaccio canadese
- 14 novembre - Ol'ha Holodna, pesista ucraina
- 14 novembre - Flamur Kastrati, ex calciatore norvegese
- 14 novembre - Alex Kirk, cestista statunitense
- 14 novembre - Mateusz Mak, calciatore polacco
- 14 novembre - Michał Mak, ex calciatore polacco
- 14 novembre - Graham Patrick Martin, attore statunitense
- 14 novembre - Matías Orlando, rugbista a 15 argentino
- 14 novembre - Taras Romančuk, calciatore ucraino
- 14 novembre - Garrett Scott, giocatore di football americano statunitense
- 14 novembre - Robin Sebeille, ex giocatore di football americano francese
- 14 novembre - Gustavo Vagenin, calciatore brasiliano
- 15 novembre - Jeffery Bule, calciatore e giocatore di calcio a 5 salomonese
- 15 novembre - Maxime Colin, calciatore francese
- 15 novembre - Georgi Gergov, ex pugile bulgaro
- 15 novembre - Nicolas Isimat-Mirin, calciatore francese
- 15 novembre - William James, giocatore di football americano svedese
- 15 novembre - Robin Jansson, calciatore svedese
- 15 novembre - Ognjen Mudrinski, calciatore serbo
- 15 novembre - Ryōta Noma, ex calciatore giapponese
- 15 novembre - Fouad Rachid, calciatore francese
- 15 novembre - Aleksandar Tanasin, calciatore serbo
- 15 novembre - Shannon Vreeland, ex nuotatrice statunitense
- 15 novembre - Shailene Woodley, attrice statunitense
- 16 novembre - Eduardo Barbosa, judoka brasiliano
- 16 novembre - Valeria De Pretto, cestista italiana
- 16 novembre - Crockett Gillmore, giocatore di football americano statunitense
- 16 novembre - Nemanja Gudelj, calciatore serbo
- 16 novembre - Kévin Hoggas, calciatore francese
- 16 novembre - Gaelle Mys, ginnasta belga
- 16 novembre - Park Hyung-sik, cantante e attore sudcoreano
- 16 novembre - Cláudio Ramos, calciatore portoghese
- 16 novembre - Matteo Rivolta, ex nuotatore italiano
- 16 novembre - Benjamin Santelli, calciatore francese
- 16 novembre - Samuel Štefánik, calciatore slovacco
- 16 novembre - Brandon Young, cestista statunitense
- 17 novembre - Gale Agbossoumonde, ex calciatore statunitense
- 17 novembre - Fernando Barrientos, calciatore argentino
- 17 novembre - Sara Doorsoun, calciatrice tedesca
- 17 novembre - Nicole Gontier, ex biatleta italiana
- 17 novembre - Rashed Hassan, calciatore emiratino
- 17 novembre - Claudio Jopia, calciatore cileno
- 17 novembre - Philip Juhlin, giocatore di football americano statunitense
- 17 novembre - Lahaou Konaté, cestista francese
- 17 novembre - Alessandra Patelli, canottiera italiana
- 17 novembre - Darius Robinson, ex giocatore di football americano statunitense
- 17 novembre - Alex Rose, discobolo statunitense
- 17 novembre - Aziza Sbaity, velocista libanese
- 17 novembre - Tyrus Thompson, giocatore di football americano statunitense
- 17 novembre - Khetag Tsabolov, lottatore russo
- 18 novembre - Nikias Arndt, ciclista su strada e pistard tedesco
- 18 novembre - Mihai Bordeianu, calciatore rumeno
- 18 novembre - Tommy Cash, rapper estone
- 18 novembre - Alex Ceesay, rapper e youtuber svedese
- 18 novembre - T.J. Clemmings, giocatore di football americano statunitense
- 18 novembre - Kamshybek Kunkabayev, pugile kazako
- 18 novembre - Fabiano Leismann, calciatore brasiliano
- 18 novembre - Noppawan Lertcheewakarn, ex tennista tailandese
- 18 novembre - Christian Fabrice Okoua, calciatore ivoriano
- 18 novembre - Om Yun-chol, sollevatore nordcoreano
- 18 novembre - Esther Qin, tuffatrice cinese
- 18 novembre - LaQuinton Ross, cestista statunitense
- 18 novembre - Mikalaj Stadub, lottatore bielorusso
- 19 novembre - Fabien Antunes, calciatore francese
- 19 novembre - Daniel Axt, attore, doppiatore e cantante tedesco
- 19 novembre - Mr. Rain, cantautore e rapper italiano
- 19 novembre - Adrian Cardoso, modello spagnolo
- 19 novembre - Jordan Clarke, calciatore inglese
- 19 novembre - Michael Conlan, pugile irlandese
- 19 novembre - Terrence Fede, giocatore di football americano statunitense
- 19 novembre - Miyabi Inoue, tennista giapponese
- 19 novembre - Paul Krenz, bobbista e ex judoka tedesco
- 19 novembre - Johannes Kühn, biatleta tedesco
- 19 novembre - Corey Lemonier, giocatore di football americano statunitense
- 19 novembre - Marina Marković, cestista serba
- 19 novembre - Florent Mollet, calciatore francese
- 19 novembre - Ben Reeves, calciatore inglese
- 19 novembre - Anton Sealey, calciatore bahamense
- 19 novembre - Martin Stricker, ex sciatore alpino svizzero
- 19 novembre - Wu Lei, calciatore cinese
- 19 novembre - Genki Yamamoto, ciclista su strada giapponese
- 20 novembre - Haley Anderson, nuotatrice statunitense
- 20 novembre - Michela Azzola, ex sciatrice alpina italiana
- 20 novembre - Sarah Baderna, ex modella e designer italiana
- 20 novembre - Rolando Botello, calciatore panamense
- 20 novembre - Irene Esser, modella venezuelana
- 20 novembre - Grant Hanley, calciatore scozzese
- 20 novembre - Anthony Knockaert, calciatore francese
- 20 novembre - Yvonne Leuko, ex calciatrice camerunese
- 20 novembre - Christian Lindell, ex tennista svedese
- 20 novembre - Bridget Malcolm, modella australiana
- 20 novembre - Manu Molina, calciatore spagnolo
- 20 novembre - Fabio Sola, giocatore di curling italiano
- 20 novembre - Paulo César da Silva Martins, ex calciatore brasiliano
- 21 novembre - Almaz Ayana, maratoneta e mezzofondista etiope
- 21 novembre - Vincent Buffet, giocatore di football americano francese
- 21 novembre - Diego Demme, calciatore tedesco
- 21 novembre - Lewis Dunk, calciatore inglese
- 21 novembre - Súper, calciatore spagnolo
- 21 novembre - Deborah Iurato, cantautrice italiana
- 21 novembre - Chris McCain, giocatore di football americano statunitense
- 21 novembre - Thapelo Phora, velocista sudafricano
- 21 novembre - Matteo Pisseri, calciatore italiano
- 21 novembre - Jonathan Rasheed, calciatore svedese
- 21 novembre - Adina Stoiedin, ex cestista rumena
- 21 novembre - Thibaut Van Acker, calciatore belga
- 21 novembre - Maurice Walker, cestista canadese
- 22 novembre - Kirill Abrosimov, nuotatore russo
- 22 novembre - Scott Bain, calciatore scozzese
- 22 novembre - Giovani Bernard, giocatore di football americano statunitense
- 22 novembre - Tarik Black, cestista statunitense
- 22 novembre - Nuno Daniel Costeira Valente, calciatore portoghese
- 22 novembre - Oniel Fisher, calciatore giamaicano
- 22 novembre - Úrsula González, schermitrice messicana
- 22 novembre - Anastasija Ivan'kova, ginnasta bielorussa
- 22 novembre - Sara Paganini, artista marziale italiana
- 22 novembre - Erik Sabo, calciatore slovacco
- 22 novembre - Saki Shimizu, cantante giapponese
- 22 novembre - Cecilia Stetskiv, marciatrice italiana
- 22 novembre - Benjamín Ubierna, calciatore argentino
- 22 novembre - Michael Vink, ciclista su strada e pistard neozelandese
- 23 novembre - Stéphane Abaul, calciatore francese
- 23 novembre - Bartolomeu Jacinto Quissanga, calciatore angolano
- 23 novembre - Christian Cueva, calciatore peruviano
- 23 novembre - Marco Ehrenfried, ex giocatore di football americano tedesco
- 23 novembre - Moryké Fofana, calciatore ivoriano
- 23 novembre - Kōhei Isa, calciatore giapponese
- 23 novembre - Marko Jeremić, cestista serbo
- 23 novembre - Beka Lomtadze, lottatore georgiano
- 23 novembre - Jamal Maroof, calciatore emiratino
- 23 novembre - Ruslan Mingazow, calciatore turkmeno
- 23 novembre - Achille Polonara, cestista italiano
- 23 novembre - Walt Powell, giocatore di football americano statunitense
- 23 novembre - Facu Regalia, pilota automobilistico argentino
- 23 novembre - Caraun Reid, giocatore di football americano statunitense
- 23 novembre - Claudio Stecchi, astista italiano
- 23 novembre - Andik Vermansyah, calciatore indonesiano
- 23 novembre - Spencer Ware, giocatore di football americano statunitense
- 23 novembre - Willian José, calciatore brasiliano
- 23 novembre - Hermenegildo da Costa Paulo Bartolomeu, calciatore angolano
- 24 novembre - Héctor Acosta, ex calciatore messicano
- 24 novembre - Sakıb Aytaç, calciatore turco
- 24 novembre - Baghdad Bounedjah, calciatore algerino
- 24 novembre - Fernando Coniglio, calciatore argentino
- 24 novembre - Jéan Constant, giocatore di football americano haitiano
- 24 novembre - Barnabas Imenger, calciatore nigeriano
- 24 novembre - Benjamin Mau, giocatore di football americano tedesco
- 24 novembre - Érick Moreno, ex calciatore colombiano
- 24 novembre - Junior Ngaluafe, rugbista a 15 e rugbista a 7 neozelandese
- 24 novembre - Ruslan Nurudinov, sollevatore uzbeko
- 24 novembre - Albano Olivetti, tennista francese
- 24 novembre - Kevin Owens, pallavolista statunitense
- 24 novembre - Kacper Piorun, scacchista polacco
- 24 novembre - Prince Shembo, giocatore di football americano statunitense
- 24 novembre - Waltinho, giocatore di calcio a 5 brasiliano
- 24 novembre - Ruslan Zubkov, calciatore ucraino
- 25 novembre - Damian de Allende, rugbista a 15 sudafricano
- 25 novembre - Pedro Arce Latapí, ex calciatore messicano
- 25 novembre - Robin Betancourth, calciatore guatemalteco
- 25 novembre - Shon Coleman, giocatore di football americano statunitense
- 25 novembre - Cruz Del Toro, wrestler messicano
- 25 novembre - Kyler Fackrell, giocatore di football americano statunitense
- 25 novembre - Rome Flynn, attore, musicista e modello statunitense
- 25 novembre - Alexandre Gavrilovic, cestista francese
- 25 novembre - Jamie Grace, cantante e rapper statunitense
- 25 novembre - Brandon Jefferson, cestista statunitense
- 25 novembre - Marqise Lee, ex giocatore di football americano statunitense
- 25 novembre - Nikola Maksimović, calciatore serbo
- 25 novembre - Breandan Vallance, speedcuber britannico
- 25 novembre - Patience Okon George, velocista nigeriana
- 25 novembre - Nico Olsak, ex calciatore argentino
- 25 novembre - Patrick Pedersen, calciatore danese
- 25 novembre - Luca Tremolada, calciatore italiano
- 26 novembre - Ziguy Badibanga, calciatore belga
- 26 novembre - Sa'ar Benbenishti, ex calciatore israeliano
- 26 novembre - Kasey Carlson, nuotatrice statunitense
- 26 novembre - Román Castillo, calciatore honduregno
- 26 novembre - Simone Chinchio, giocatore di calcio a 5 italiano
- 26 novembre - Houda Darwich, scrittrice, poeta e attivista algerina
- 26 novembre - Isabella Di Iulio, pallavolista italiana
- 26 novembre - Omara Durand, atleta paralimpica cubana
- 26 novembre - Manolo Gabbiadini, calciatore italiano
- 26 novembre - Jackson Jeffcoat, giocatore di football americano statunitense
- 26 novembre - Jan Kazaev, ex calciatore russo
- 26 novembre - Ahmed Al-Khamisi, calciatore omanita
- 26 novembre - Corey Knebel, giocatore di baseball statunitense
- 26 novembre - Michale Kyser, cestista statunitense
- 26 novembre - Petro Pachnjuk, ginnasta ucraino
- 26 novembre - Dimitri Peyskens, ex ciclista su strada belga
- 26 novembre - Richard Schunke, calciatore argentino
- 27 novembre - Andrea De Vito, calciatore italiano
- 27 novembre - Crystal Emmanuel, velocista canadese
- 27 novembre - Sebastian Gauthier, giocatore di football americano statunitense
- 27 novembre - Jonatan Giráldez, allenatore di calcio spagnolo
- 27 novembre - Alex Mellemgaard, calciatore faroese
- 27 novembre - Edo Murić, cestista sloveno
- 27 novembre - Natalia Pakulska, calciatrice polacca
- 27 novembre - JayVaughn Pinkston, ex cestista statunitense
- 27 novembre - Austin Reiter, giocatore di football americano statunitense
- 27 novembre - Alexia Runggaldier, ex biatleta italiana
- 27 novembre - Martín Sanchez Olsen, giocatore di calcio a 5 e calciatore norvegese
- 27 novembre - Robbie Stewart, pilota motociclistico britannico
- 27 novembre - Diego Vela, calciatore spagnolo
- 27 novembre - Fernando Zuqui, calciatore argentino
- 27 novembre - Osman Çelik, calciatore turco
- 28 novembre - Bobby Allain, calciatore francese
- 28 novembre - Scott Allan, calciatore scozzese
- 28 novembre - Aleksandar Blažić, giocatore di football americano serbo
- 28 novembre - Emilio Gómez, tennista ecuadoriano
- 28 novembre - Alexander Krieger, ciclista su strada tedesco
- 28 novembre - Satoshi Maruo, marciatore giapponese
- 28 novembre - Wang Lisi, calciatrice cinese
- 29 novembre - Orr Barouch, ex calciatore israeliano
- 29 novembre - Andreea Boghian, canottiera rumena
- 29 novembre - Blaise Giezendanner, sciatore alpino francese
- 29 novembre - Rebecca James, ex pistard britannica
- 29 novembre - Janeta Kerdiyoshvili, modella georgiana
- 29 novembre - Maggie Lucas, ex cestista e allenatrice di pallacanestro statunitense
- 29 novembre - Ibrahim Sissoko, calciatore ivoriano
- 29 novembre - Marcel Souberbielle, cestista uruguaiano
- 29 novembre - Akeem Spence, giocatore di football americano statunitense
- 29 novembre - Tainá Mayara da Paixão, cestista brasiliana
- 29 novembre - Erlend Tjøtta Vie, giocatore di calcio a 5 e calciatore norvegese
- 29 novembre - Lucas Van Berkel, pallavolista canadese
- 30 novembre - Antonio Asanović, ex calciatore croato
- 30 novembre - Yacouba Nambelesseny Bamba, ex calciatore ivoriano
- 30 novembre - Elena Bestagno, cestista italiana
- 30 novembre - Ryan Bowman, calciatore inglese
- 30 novembre - Xavier Cooper, giocatore di football americano statunitense
- 30 novembre - Jakob Gorecki, giocatore di football americano svedese
- 30 novembre - Michael Gospodarek, cestista polacco
- 30 novembre - Plamen Iliev, calciatore bulgaro
- 30 novembre - Eiichi Katayama, calciatore giapponese
- 30 novembre - Juan Martín Lucero, calciatore argentino
- 30 novembre - Dexter McDonald, giocatore di football americano statunitense
- 30 novembre - Lucas Pittinari, ex calciatore argentino
- 30 novembre - Bradley Vincent, nuotatore mauriziano